# Васильев, Сергей Анатольевич
Сергей Анатольевич Васильев (3 ноября 1982, Старый Оскол, Белгородская область) — российский футболист, полузащитник

## Биография
Первый тренер — Александр Николаевич Филиппов. Профессиональную карьеру начал на Украине, где в составе харьковских клубов «Металлист» и «Металлист-2» в 2002—2003 годах выступал в высшей, первой и второй лигах. В сезоне-2004 в составе «Нафтана» Новополоцк провёл 13 матчей в высшей лиге и 11 (2 гола) — в дублирующем составе. Возвратившись в Россию, выступал за клубы «Губкин» (2005, ЛФЛ; 2006, второй дивизион), «Спартак» (2006, второй дивизион), «Зодиак» / «Зодиак-Оскол» (2007, ЛФЛ; 2008—2009, второй дивизион), «Факел» Воронеж (2010, второй дивизион; 2011, ФНЛ), «Металлург-Оскол» (2011—2013, ПФЛ), «Тамбов» (2014—2015, ПФЛ), «Энергомаш» Белгород (2016—2017, ПФЛ).
С 2017 года выступает в любительских соревнованиях.